# Каменка (Чамзінський район)
Ка́менка (рос. Каменка, ерз. Каменка) — присілок у складі Чамзінського району Мордовії, Росія. Входить до складу Комсомольського міського поселення.

## Населення
Населення — 32 особи (2010; 33 у 2002).
Національний склад (станом на 2002 рік):
- росіяни — 88 %